# Пацанув (гміна)
Гміна Паца́нів (пол. Gmina Pacanów) — місько-сільська гміна у східній Польщі. Належить до Буського повіту Свентокшиського воєводства.
Станом на 31 грудня 2011 у гміні проживало 7795 осіб.

## Територія
Згідно з даними за 2007 рік площа гміни становила 123.89 км², у тому числі:
- орні землі: 87.00%
- ліси: 2.00%

Таким чином, площа гміни становить 12.81% площі повіту.

## Населення
Станом на 31 грудня 2011:
| Опис     | Загалом | Загалом | Чоловіки | Чоловіки | Жінки | Жінки |
| -------- | ------- | ------- | -------- | -------- | ----- | ----- |
| одиниця  | осіб    | %       | осіб     | %        | осіб  | %     |
| все      | 7795    | 100     | 3784     | 48.54    | 4011  | 51.46 |
| міське   | 0       | 100     | 0        |          | 0     |       |
| сільське | 7795    | 100     | 3784     | 48.54    | 4011  | 51.46 |

## Сусідні гміни
Гміна Пацанів межує з такими гмінами: Лубніце, Менджехув, Новий Корчин, Олесниця, Солець-Здруй, Стопниця, Щуцин.